# Phong trào bãi nô

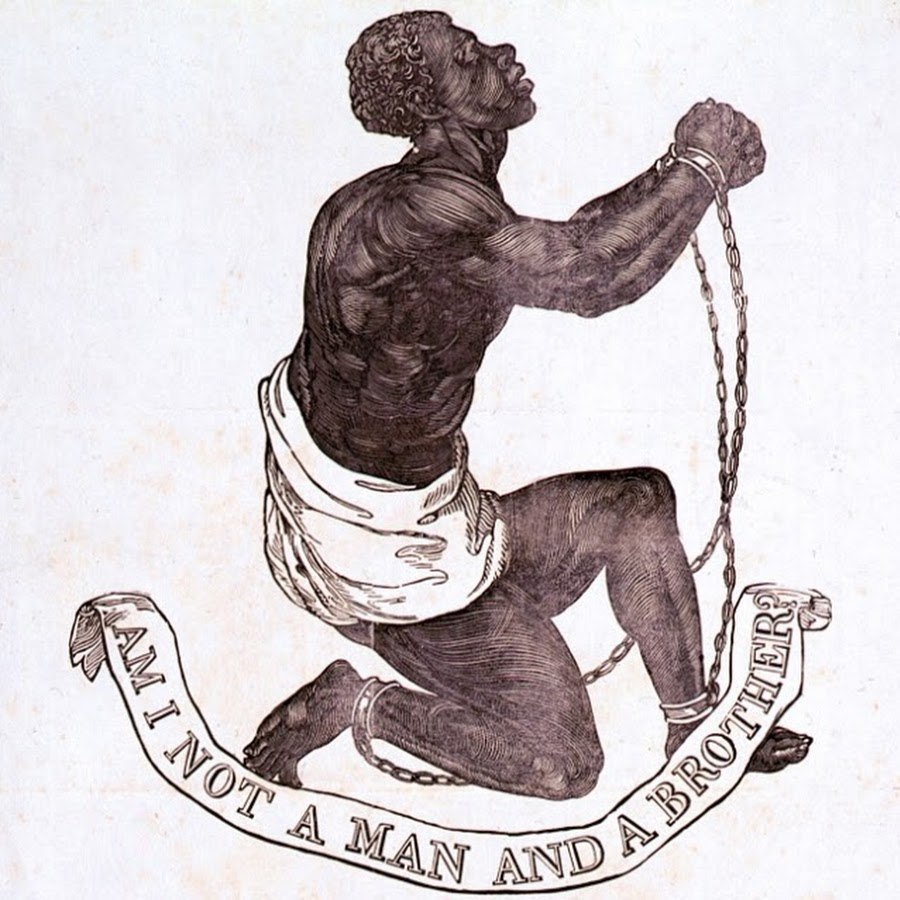
"Tôi là con người, người anh em chứ" ("Am I Not a Man and a Brother?"), đồ gốm năm 1787 do Josiah Wedgwood thiết kế cho chiến dịch chống lại chế độ nô lệ Anh

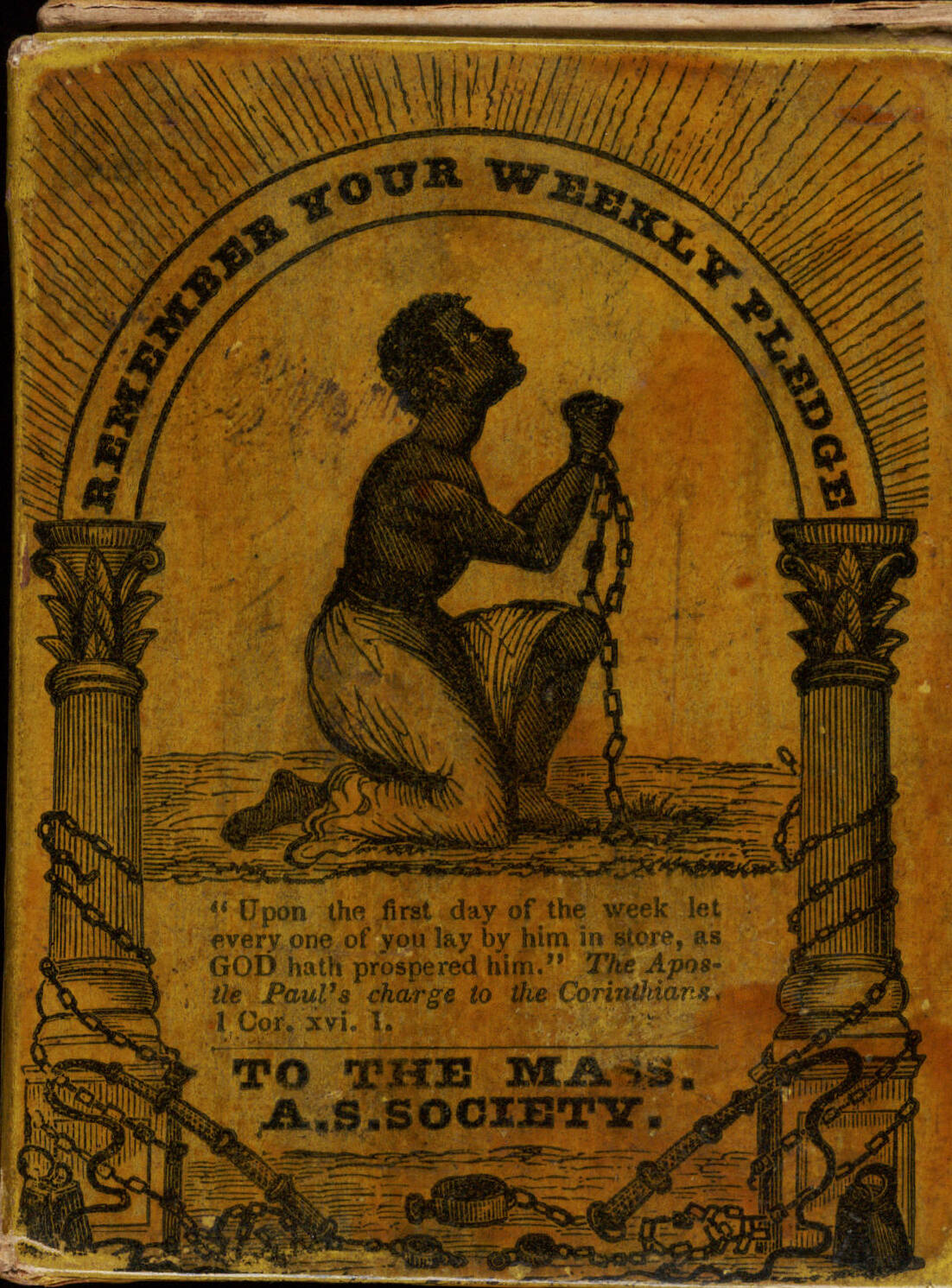
Hộp nhận tiền cho Hội chống lại chế độ nô lệ Massachusetts vào khoảng 1850

Phong trào bãi nô là phong trào nhằm chấm dứt sự nô lệ, chính thức hoặc không.
Ở Tây Âu và châu Mỹ, phong trào bãi nô là một phong trào lịch sử để chấm dứt buôn bán lệ ở châu Phi và Ấn Độ cho nô lệ cho tự do. Vua Carlos I của Tây Ban Nha, thường được gọi là Hoàng đế Karl V, theo gương Louis X của Pháp, người đã bãi bỏ chế độ nô lệ ở Vương quốc Pháp năm 1315, đã thông qua một đạo luật đã bãi bỏ chế độ nô lệ thuộc địa vào năm 1542 mặc dù luật này không được thông qua ở các bang thuộc địa lớn nhất, và do đó đã không được thi hành. Vào cuối thế kỷ 17, Giáo hội Công giáo Rôma, đưa ra lời kêu gọi của Lourenço da Silva de Mendouça, chính thức lên án việc buôn bán nô lệ, được Giáo hoàng Grêgôriô XVI công nhận mạnh mẽ vào năm 1839 trong sắc lệnh In supremo apostolatus. Tuy nhiên, một phong trào bắt cóc chỉ bắt đầu vào cuối thế kỷ 18, khi các tín hữu Quaker Anh và Mỹ bắt đầu nghi ngờ sự đạo đức của chế độ nô lệ. James Oglethorpe là một trong số những người đầu tiên vào Thời kỳ Khai sáng phát biểu chống lại chế độ nô lệ, ông cấm nó ở tỉnh Georgia trên cơ sở nhân đạo, lập luận chống lại nó trong Nghị viện, và cuối cùng khuyến khích bạn bè Granville Sharp và Hannah More theo đuổi mạnh mẽ nguyên do. Ngay sau cái chết của ông vào năm 1785, họ gia nhập với William Wilberforce và những người khác trong việc thành lập Nhóm Clapham.
Vụ Somerset năm 1772 giúp bắt đầu phong trào Anh để bãi bỏ chế độ nô lệ. Trong vụ này, một nô lệ bỏ trốn giành được tự do tại Anh vì chế độ nô lệ không tồn tại theo thông luật Anh và do đó bị cấm tại Anh. Tuy ý kiến chống lại chế độ nô lệ đã rộng rãi vào cuối thế kỷ 18, nhưng các thuộc địa và quốc gia mới độc lập tiếp tục có chế độ nô lệ: các lãnh thổ Tây Ấn thuộc Hà Lan, Pháp, Anh, Tây Ban Nha, và Bồ Đào Nha; Nam Mỹ; và miền Nam Hoa Kỳ. Sau khi Hoa Kỳ giành độc lập trong Cách mạng Mỹ, các tiểu bang miền bắc thông qua các đạo luật bãi nô, đôi khi từ từ, bắt đầu với Pennsylvania vào năm 1780 và tiếp tục cho 20 năm. Massachusetts thông qua hiến pháp tiểu bang công bố công bằng giữa mọi công dân; các vụ kiện tự do dùng nguyên lý này để dẫn đến sự kết thúc của chế độ nô lệ trong tiểu bang này. Vào năm 1777, 14 năm trước khi được công nhận là tiểu bang, Vermont kết thúc chế độ nô lệ cho người lớn. Trong các tiểu bang khác như Virginia, các tòa án quyết định rằng các tuyên bố quyền lợi tương tự không có hiệu lực đối với người gốc Phi. Vào các thập niên về sau, phong trào bãi nô trở nên mạnh mẽ tại các tiểu bang miền bắc, và Quốc hội điều chỉnh sự mở mang của chế độ nô lệ tại các tiểu bang gia nhập Liên bang.
Vương quốc Pháp bãi nô tại chính quốc vào năm 1315. Sau Cách mạng Pháp, chính quyền Đệ nhất Cộng hòa cũng bãi nô tại các thuộc địa vào năm 1794, nhưng Napoléon phục hồi chế độ nô lệ trong Đạo luật ngày 20 tháng 5 năm 1802 để bảo đảm chủ quyền Pháp tại tất cả các thuộc địa. Haiti chính thức công bố độc lập từ Pháp năm 1804 và bãi nô trên lãnh thổ này. Tất cả các tiểu bang miền bắc của Hoa Kỳ đều đã bãi nô vào năm 1804. Vương quốc Anh và Hoa Kỳ cấm chỉ cuộc buôn bán nô lệ quốc tế vào năm 1807, sau đó Anh dẫn đầu nỗ lực ngăn chặn các tàu chở nô lệ. Vương quốc Anh bãi nô ở khắp đế quốc với Đạo luật Bãi nô 1833. Đế quốc thực dân Pháp bãi nô lần thứ hai năm 1848. Năm 1863, trong thời Nội chiến Hoa Kỳ, Tổng thống Abraham Lincoln công bố Tuyên ngôn giải phóng nô lệ có hiệu lực tại các lãnh thổ của Liên minh miền Nam. Lúc khi nội chiến kết thúc vào năm 1865, Hoa Kỳ hoàn toàn bãi nô với Tu chính án XIII Hiến pháp Hoa Kỳ.
Tại Đông Âu, các nhóm chống lại chế độ nô lệ chiến dịch để giải phóng dân Di-gan tại Românească và Moldavia, và để giải phóng các nông nô tại Nga trong Cải cách giải phóng năm 1861. Năm 1948, chế độ nô lệ được công bố là trái pháp luật trong Tuyên ngôn Quốc tế Nhân quyền.
Ngày nay, chế độ nô lệ và lao động cưỡng bức đối với trẻ em hoặc người lớn đều là bất hợp pháp tại phần nhiều quốc gia và cũng vi phạm luật quốc tế; tuy nhiên, chế độ buôn người nhằm mục đích lao động cưỡng bức và lạm dụng tình dục tiếp tục xảy ra nhiều, có ảnh hưởng đến hàng triệu trẻ em và người lớn (xem Nô lệ hiện đại). Quốc gia cuối cùng bãi bỏ tình trạng pháp lý của sự nô lệ là Mauritanie, theo một sắc lệnh tổng thống vào năm 1981 và một đạo luật năm 2007 công bố tội chủ nô. Tuy nhiên, theo ước lượng năm 2012, 10–20% dân cư Mauritanie (từ 340.000 đến 680.000 người) vẫn là nô lệ.